# Атига, Бен
Бенджамин Ало Чарльз Атига (англ. Benjamin Alo Charles Atiga; род. 5 мая 1983 года в Окленде) — новозеландский регбист, выступавший а позиции центра и фуллбэка.

## Биография
Окончил Оклендскую гимназию. Атига стал 50-м игроком сборной Новой Зеландии — выпускником этой школы. Выступал на уровне провинций почти всю свою карьеру за команду Окленда в Национальном чемпионате провинции и Кубке ITM, трижды выиграв с ним чемпионат Новой Зеландии и завоевав ещё и в 2007 году Кубок Air New Zealand вместе со щитом Рэнфёрли. В Супер Регби представлял команду «Блюз» с 2004 по 2008 годы, прежде чем сделать небольшой перерыв в карьере и вернуться в апреле 2010 года. В 2011 году перешёл в «Хайлендерс» в связи с полным лазаретом в команде, дебютировав в игре против «Харрикейнз»; в том же году играл за команду региона Отаго в Кубке ITM. С апреля 2012 года играл за «Эдинбург», карьеру завершил из-за артрита и болей в бедре.
В составе сборной до 19 лет Атига выигрывал титулы чемпионов мира в 2001 и 2002 году, в составе сборной до 21 года — титул чемпиона мира в 2003 году, а в 2004 году стал её капитаном (в 2002 году завоевал бронзу). Единственный тест-матч в составе «Олл Блэкс» сыграл на чемпионате мира 2003 года против Тонга: был дозаявлен в связи с травмой у Бена Блэра, отыграл шесть минут вместо заменённого Милса Мулиаины и стал на турнире со сборной бронзовым призёром. Играл в 2005 году в матче вторых сборных Австралии и Новой Зеландии (новозеландская «Джуниор Олл Блэкс») и в 2006 году в Кубке тихоокеанских наций. В 2007 году играл за сборную команду по регби-7. В связи с жёсткими правилами IRB (ныне World Rugby) Атига лишился права играть за Самоа, свою историческую родину.
Родственниками Атиги являются такие регбисты, как Нехе Милнер-Скаддер (чемпион мира 2015 года), Сосене Анеси (чемпион Игр Содружества 2006 года), Чарльз Ричельманн (чемпион Супер 12 1996 и 1997 годов) и Семи Таупеаафе (участник Кубка мира 1999 года в составе сборной Тонга).